# Tărlungeni
Tărlungeni é uma comuna romena localizada no distrito de Brașov, na região histórica da Transilvânia. A comuna possui uma área de 135.66 km² e sua população era de 7996 habitantes segundo o censo de 2007.